# Angelo Bertelli
Angelo Bortolo Bertelli (* 18. Juni 1921 in West Springfield, Massachusetts; † 26. Juni 1999 in Clifton, New Jersey) war ein amerikanischer American-Football-Spieler.
Er spielte von 1941 bis 1943 zunächst als Halfback und später als Quarterback für die Mannschaft der University of Notre Dame im College Football und erhielt 1943 die Heisman Trophy für den besten Spieler, obwohl er aufgrund seiner Einberufung zum Militärdienst beim United States Marine Corps in seinem letzten Jahr in Notre Dame nur an sechs der zehn Saisonspiele teilnahm. In der Geschichte der Fighting Irish, die im gleichen Jahr auch die nationale Meisterschaft gewannen, war er damit der erste Heisman-Gewinner. Auch Johnny Lujack, der für den Rest der Saison 1943 die Quarterback-Position in der Mannschaft von Notre Dame einnahm, wurde 1947 mit der Heisman Trophy ausgezeichnet.
Angelo Bertelli wurde 1944 im NFL Draft als Nummer 1 von den Boston Yanks verpflichtet, für die er jedoch nie ein Spiel bestritt. Stattdessen spielte er 1946 für die Los Angeles Dons und 1947/1948 für die Chicago Rockets, bevor eine Knieverletzung zum Ende seiner Profikarriere führte. Er fungierte in der Folgezeit 1951/1952 als Assistenztrainer an der Yale University und betrieb anschließend eine Getränkehandelskette. Darüber hinaus trainierte er Juniorenmannschaften und wirkte von 1956 bis 1967 als Radiokommentator bei Football-Spielen der Princeton University.
1972 wurde Angelo Bertelli in die College Football Hall of Fame aufgenommen.